# The Lost World (1992)
The Lost World is een Amerikaanse avonturenfilm uit 1922, gebaseerd op het gelijknamige boek van Arthur Conan Doyle. Timothy Bond regisseerde de film.

## Verhaal
Het is 1912 en de jonge journalist Malone is op zoek naar een uitdaging. Zijn baas stuurt hem naar Professor Challenger voor een interview. Challengers huishoudster waarschuwt hem dat haar baas een hekel heeft aan journalisten en veel van Malone's collega's hardhandig de deur uit heeft gezet. Malone doet zich voor als een Italiaanse wetenschapper, maar Challenger doorziet het bedrog. Het komt tot een handgemeen. De politie arriveert om de situatie te bedaren, maar Malone besluit geen aanklacht tegen Challenger in te dienen. Hierdoor krijgt Challenger wat meer respect voor Malone en hij toont hem een schetsboek van de ontdekkingsreiziger Maple White. Volgens Challenger beschrijft het boek een “verloren wereld” in Afrika. Niemand gelooft dit verhaal.
Challenger onderbreekt een ceremonie gehouden voor professor Summerlee om een groep mensen te verzamelen die met hem mee willen naar Afrika, om het bestaan van de verloren wereld te bevestigen. Malone biedt zich aan als vrijwilliger. Summerlee ziet ook wel wat in de expeditie, maar ziet er wel tegen op om samen met Challenger te reizen. Andere vrijwilligers zijn de natuurfotografe Jenny, de krantenjongen Jim (die eigenlijk werd afgewezen, maar toch meegaat als verstekeling) en de gids Malu. Het zestal begeeft zich naar Afrika en ontdekt met behulp van de aanwijzingen in het schetsboek een afgelegen plateau. Met een touw klimt de groep het plateau op. Zodra ze boven zijn, snijdt een man genaamd Gomez het touw door, zodat de groep boven vastzit. Hij doet dit uit wraak voor zijn broer Pedro, die werd gedood door Challenger toen hij hem probeerde te beroven.
Het plateau blijkt te zijn vergeven van de prehistorische dieren en planten. Er blijkt ook een stam inboorlingen te leven. Op Jim en Malu na worden alle leden van de groep gevangen door deze stam om als offer te dienen voor een groep vleesetende dinosauriërs. Jim knutselt een soort ballon in elkaar van Malone’s jas en gebruikt die om de stam af te leiden. Hij bevrijdt de anderen. Na hun ontsnapping komt de groep een tweede stam inboorlingen tegen. Deze zijn vriendelijker en verwelkomen de vreemdelingen.
Challenger ontdekt dat de twee stammen ooit één waren, maar nu in oorlog zijn. Hij bedenkt een plan om ze te herenigen. Zo deelt hij onder andere zijn kennis met de stamleden. Het plan slaagt en als beloning tonen de inboorlingen de groep een weg terug naar de benedenwereld. Op Malu na, die in Afrika wil blijven, keert het gezelschap terug naar Londen.
Terug in Londen blijkt dat Jim een jonge pterodactylus mee heeft genomen als bewijs van hun avontuur. De pterodactylus wordt al snel tentoongesteld in een dierentuin. Jim krijgt echter spijt van zijn daad en laat het dier vrij.

## Rolverdeling
| Acteur              | Personage           |
| ------------------- | ------------------- |
| John Rhys-Davies    | Challenger          |
| David Warner        | Professor Summerlee |
| Eric McCormack      | Edward Malone       |
| Nathania Stanford   | Malu                |
| Darren Peter Mercer | Jim                 |
| Tamara Gorski       | Jenny Nielson       |
| Sala Came           | Dan                 |
| Fidelis Cheza       | Chief Palala        |
| John Chinosiyani    | Toverdokter         |
| Innocent Choda      | Pujo                |
| Brian Cooper        | Politieman          |
| Charles David       | Mojo Porter         |
| Kate Egan           | Kate Crenshaw       |
| Mike Grey           | Mojo Porter         |
| Robert Haber        | Maple White         |